# Turino Vanni
Pour les articles homonymes, voir Vanni.
Turino Vanni (Torinus Vannis De Reguli) (Rigoli, San Giuliano Terme, 1348 - Pise, vers 1438) est un peintre italien, imitateur de Taddeo di Bartolo.

## Biographie
Fils d'un potier de Rigoli, son style est celui de l'école siennoise puis il s'oriente vers celui de l'école florentine.
Entre 1405 et 1419, il est probablement à Gênes comme en témoigne un triptyque à San Bartolommeo degli Armeni.
En 1416, il peint au Palazzo Pubblico de Savone et en 1419, il restaure des fresques du Camposanto Monumentale de Pise, et il est noté encore actif en 1438.

## Œuvres
- La Vierge et l'Enfant entourés d'anges, musée du Louvre, Paris[1].
- Musée du Petit Palais (Avignon) : L'Assomption de la Vierge[2], Saint André[3], Saint Michel[4], Saint Nicolas[5], Sainte Catherine d'Alexandrie[6]
- La vergine e il bambino con i santi et Arcangeli ed angeli musicisti (vers 1380), Museo della Regione Sicilia, Palerme.
- Madonna col Bambino fra i Ss. Ranieri, Torpè e due sante (1397), Chiesa di San Paolo a Ripa d'Arno, Pise (œuvre signée  TORINUS VANNIS DE REGULI DEPINXIT A.D. MCCCXCVII).
- Sainte Marguerite et épisodes de sa vie, polyptyque, Musées du Vatican, Rome.
- Vergine e il Bambino con i Santi (1415), triptyque, San Bartolommeo degli Armeni, Gênes.
- Battesimo di Cristo (vers 1390), Museo Nazionale di San Matteo ,Pise.
- La visione della natività di Santa Brigitta, Museo Nazionale di San Matteo, Pise.
- L'annunciazione dell'Arcangelo Gabriele alla Vergine, Museo nazionale di San Matteo, Pise.

## Sources
- (it) Cet article est partiellement ou en totalité issu de l’article de Wikipédia en italien intitulé « Turino Vanni » (voir la liste des auteurs).